# Bistum Bathurst (Australien, römisch-katholisch)
Das Bistum Bathurst (lateinisch Dioecesis Bathurstensis, englisch Diocese of Bathurst) ist eine in Australien gelegene Diözese der römisch-katholischen Kirche mit Sitz in Bathurst, New South Wales.

## Geschichte
Papst Pius IX. gründete das Bistum am 20. Juni 1865 aus Gebietsabtretungen des Erzbistums Sydney, dem es als Suffragandiözese unterstellt wurde. Am 10. Mai 1887 verlor es einen Teil seines Territoriums an das Bistum Wilcannia.

## Bischöfe von Bathurst
- Matthew Quinn (23. Juni 1865–16. Januar 1885)
- Joseph Patrick Byrne (5. Mai 1885–12. Januar 1901)
- John Mary Dunne (8. September 1901–22. August 1919)
- Michael O’Farrell CM (16. Juni 1920–3. April 1928)
- John Francis Norton (9. April 1928–16. Juni 1963)
- Albert Reuben Edward Thomas (29. September 1963–12. April 1983)
- Patrick Dougherty (1. September 1983–11. November 2008)
- Michael Joseph McKenna (seit 15. April 2009)